# Hybridslide
Hybridslide (Reynoutria × bohemica) är en slideväxtart som beskrevs av Jindřich Chrtek och Chrtková. Hybridslide ingår i släktet jättesliden, och familjen slideväxter. Arten är reproducerande i Sverige. Hybridslide kan sedan i sin tur korsa sig med den närbesläktade arten bokharabinda (Fallopia baldschuanica), och bilda fertila frön. 
OBS! Bokharabinda har visat sig kunna bilda hybrid med Parkslide vilket är en mkt invasiv art som dessförinnan inte funnits annat än i form av honplantor i Europa, och därför inte kunnat föröka sig annat än via rotväxt. Den bildade hybriden med Parkslide kan däremot spridas med vanlig frösådd vilket riskerar att öka spridingen kraftig där båda dessa växter finns. Det är därför olämpligt att låta Bokharabinda växa i närheten av bestånd med Parkslide.